# 小行星6763
小行星6763（英語：6763 Kochiny）是一颗围绕太阳公转的小行星。1981年9月7日，柳德米拉·卡拉季奇在克里米亚发现了此天体。
这颗小行星的绝对星等为84.53301等。